# Donald Laz
Donald « Don » Laz  (né le 17 mai 1929 à Chicago et mort le 21 février 1996 à Champaign) est un athlète américain, spécialiste du saut à la perche.

## Carrière
Étudiant à l'Université de l'Illinois, Don Laz remporte le titre NCAA 1951 ainsi que les championnats de l'Amateur Athletic Union en 1952 et 1953.
Sélectionné pour les Jeux olympiques de 1952, à Helsinki, il remporte la médaille d'argent du saut à la perche avec un saut à 4,50 m, s'inclinant finalement face à son compatriote Robert Richards (4,55 m).
Il se classe troisième des Jeux panaméricains 1955 de Mexico en franchissant 4,30 m.
Il exerce la profession d'architecte à Champaign.

### Palmarès
| Date | Compétition        | Lieu     | Résultat | Marque |
| ---- | ------------------ | -------- | -------- | ------ |
| 1952 | Jeux olympiques    | Helsinki | 2e       | 4,50 m |
| 1955 | Jeux panaméricains | Mexico   | 3e       | 4,30 m |

### Records
| Épreuve          | Performance | Lieu | Date |
| ---------------- | ----------- | ---- | ---- |
| Saut à la perche | 4,65 m      |      | 1952 |